# Força de Proteção de Khost
A Força de Proteção de Khost, formalmente conhecida como 25.ª Divisão pelo Ministério da Defesa (Afegão), foi um grupo paramilitar afegão que atuava no leste do Afeganistão. É o mais antigo de uma série de paramilitares altamente secretos apoiados pela CIA, formados após a invasão do Afeganistão pelos Estados Unidos, em colaboração com a Direção Nacional de Segurança, estando sob o seu comando.
Inicialmente composto em grande parte por ex-membros do Partido Democrático do Povo, a Força de Proteção de Khost esteve baseada em Camp Chapman, na província de Khost, e também tinha batalhões em Gardez e Sharana, operando na região que faz fronteira com o Distrito do Waziristão do Norte, no Paquistão.
A Força de Proteção de Khost foi acusada de crimes de guerra, incluindo tortura e assassinato de civis.

## Papel
Um oficial norte-americano falando anonimamente declarou ao The Washington Post em 2015 que a Força de Proteção de Khost “é um dos elementos mais eficazes na luta contra o Talibã no Afeganistão, e se não fosse pelos seus esforços constantes, Khost provavelmente seria uma província controlada pela Haqqani e Cabul estaria sob uma ameaça muito maior do que está.” Os soldados da Força de Proteção de Khost fornecem assistência rastreando alvos para ataques de drones.
A Força de Proteção de Khost operava com uma rede de informantes em todo o país.